# Les Aires
Les Aires ist eine französische Gemeinde mit 613 Einwohnern (Stand: 1. Januar 2022) im Département Hérault in der Region Okzitanien. Sie gehört zum Arrondissement Béziers und zum Kanton Clermont-l’Hérault.

## Geographie
Les Aires liegt etwa 28 Kilometer nordnordwestlich von Béziers in dem Gebirgsmassiv der Monts de l’Espinouse. Der Orb begrenzt die Gemeinde im Norden. Umgeben wird Les Aires von den Nachbargemeinden Le Poujol-sur-Orb und Lamalou-les-Bains im Norden, Hérépian im Nordosten und Osten, Cabrerolles im Südosten und Süden, Saint-Nazaire-de-Ladarez im Süden, Vieussan im Südwesten, Mons im Westen sowie Colombières-sur-Orb im Nordwesten.

## Bevölkerungsentwicklung
| Jahr                       | 1962 | 1968 | 1975 | 1982 | 1990 | 1999 | 2006 | 2013 | 2020 |
| Einwohner                  | 324  | 364  | 361  | 467  | 537  | 544  | 557  | 596  | 610  |
| Quellen: Cassini und INSEE |      |      |      |      |      |      |      |      |      |

## Sehenswürdigkeiten

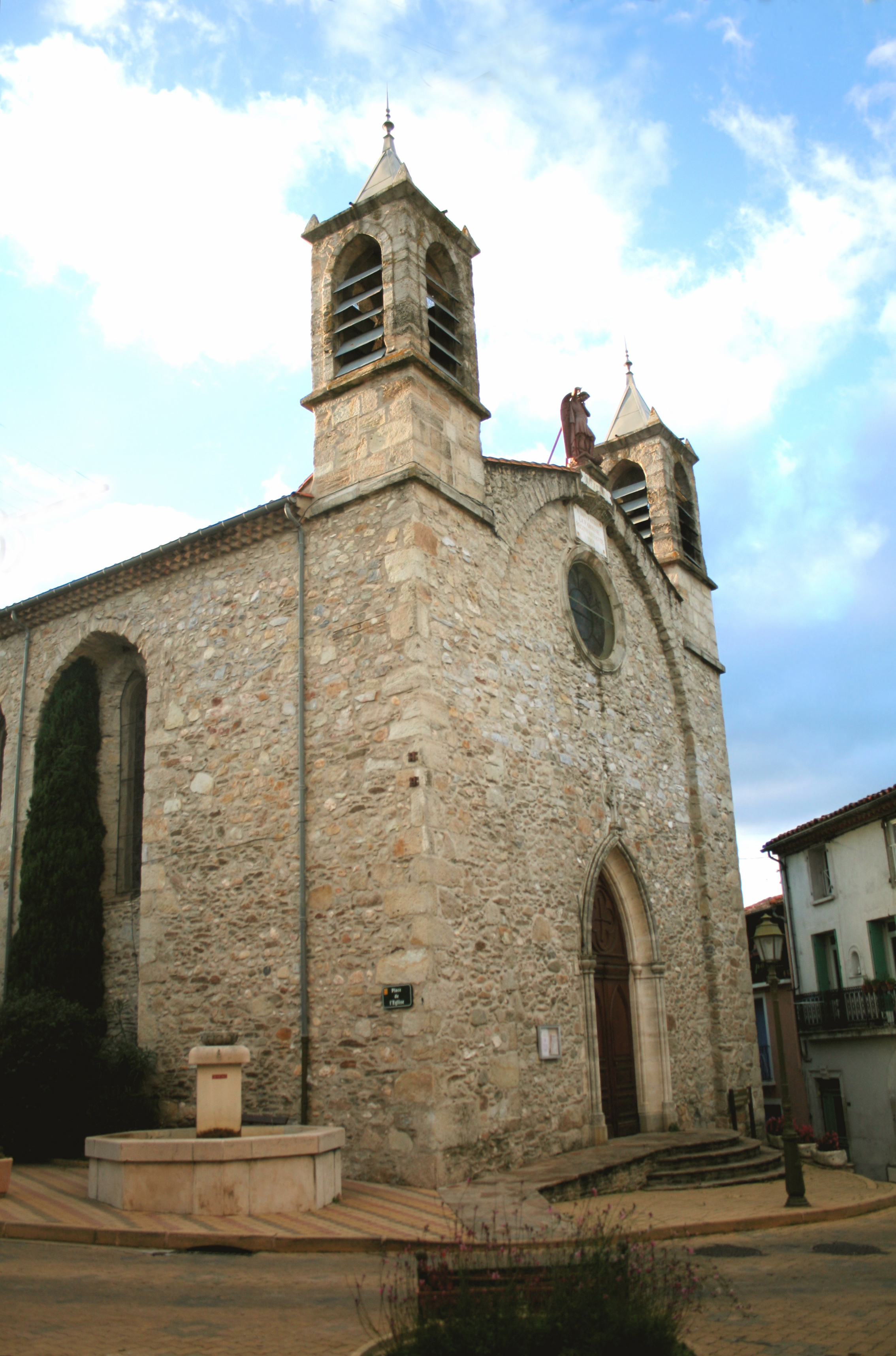
Kirche Saint-Pierre-et-Saint-Paul
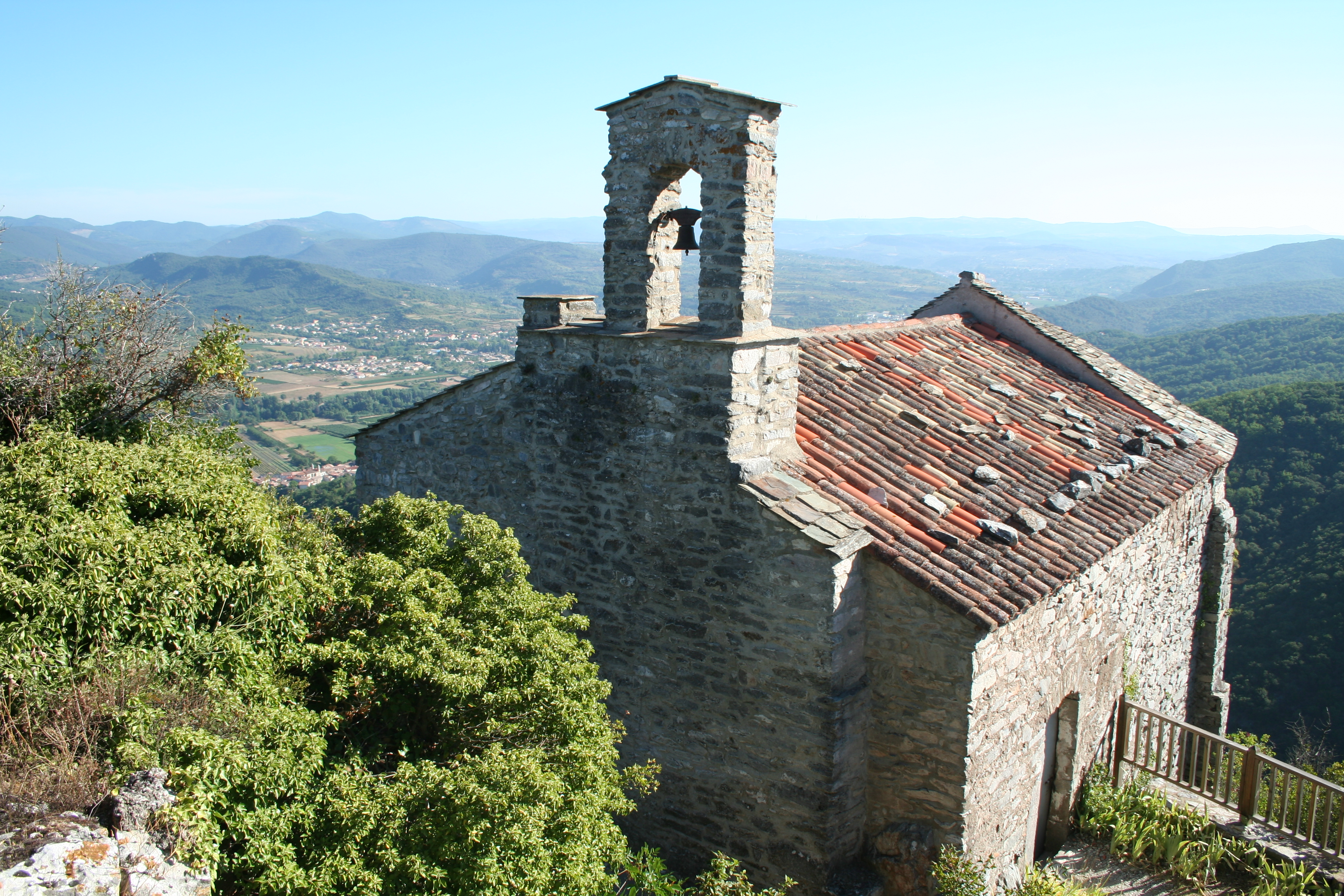
Kapelle Saint-Michel
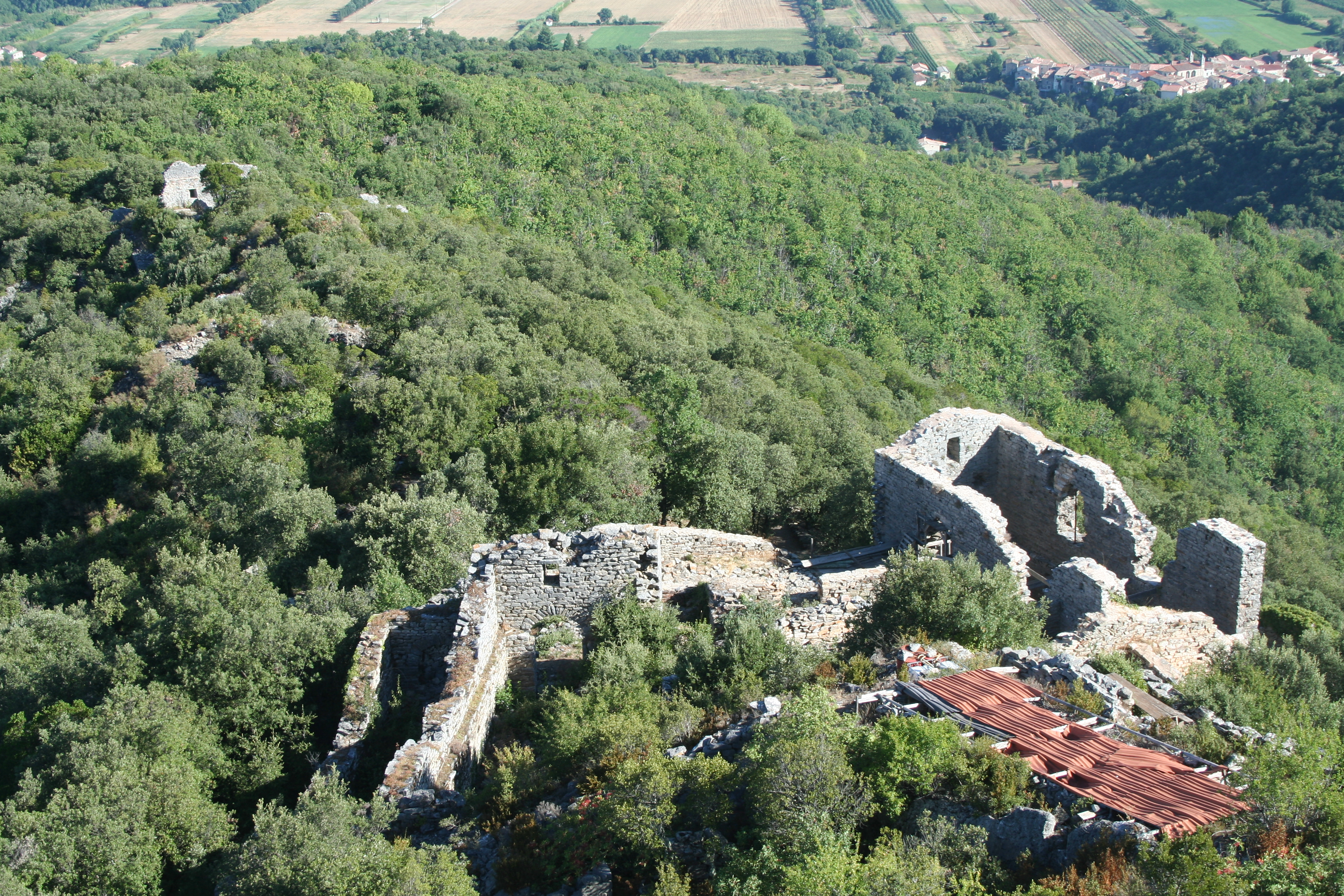
Reste der Burg Mourcairol

- Kirche Saint-Pierre-et-Saint-Paul
- Kapelle Saint-Michel
- Burgruine Mourcairol